# Barry Sandler
Barry Sandler (* 23. Februar 1947 in Buffalo, New York) ist ein US-amerikanischer Drehbuchautor und Filmproduzent.

## Leben
Sandler ist seit Anfang der 1970er Jahre als Drehbuchautor in den Vereinigten Staaten tätig. Zu seinen Arbeiten gehören Wer schluckt schon gern blaue Bohnen? und Mord im Spiegel. Mit dem Drama Making Love fungierte er 1982 auch erstmals als Filmproduzent. Dieser Film zählt zu den ersten Hollywood-Mainstream-Spielfilmen mit homosexueller Thematik. Der offen schwul lebenden Sandler wurde 2002 mit dem Gay Pioneer Award beim Filmfestival Outfest ausgezeichnet.

## Filmografie (Auswahl)

### Drehbuch
- 1972: Kansas City Bomber
- 1972: The Loners
- 1976: Wer schluckt schon gern blaue Bohnen? (The Duchess and the Dirtwater Fox)
- 1976: Gable and Lombard
- 1977: The Other Side of Midnight
- 1980: Mord im Spiegel (The Mirror Crack’d)
- 1982: Making Love
- 1984: China Blue bei Tag und Nacht (Crimes of Passion)
- 1992: All-American Murder
- 2003: Evil Never Dies
- 2014: Knock ’em Dead

### Produktion
- 1982: Making Love (Co-Produzent)
- 1984: China Blue bei Tag und Nacht (Crimes of Passion)
- 1992: All-American Murder (Co-Produzent)
- 2014: Knock ’em Dead